# Légierő Zenekar
A Magyar Légierő Zenekar egy olyan sokoldalú katonai big band, ami a protokolláris feladatok ellátása mellett a katonazenei örökség és a nagy történelmi egyházak hagyományainak ápolására is nagy hangsúlyt fektet.

## Alapítása

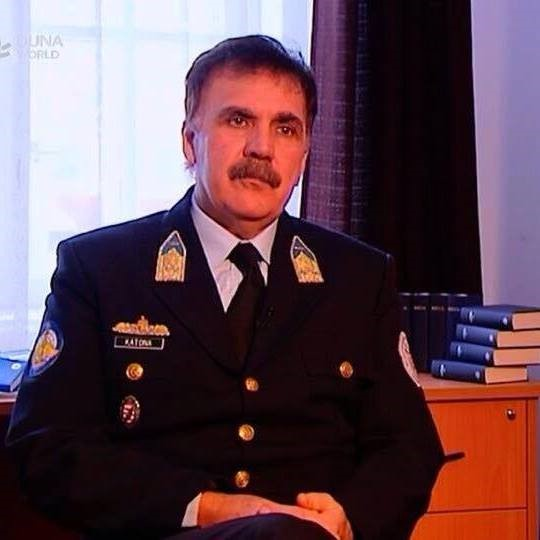
Katona János alezredes, karmester

A Veszprémben állomásozó Légierő Zenekar Komáromi István vezérőrnagy, az 5313. Hadtest parancsnokának kezdeményezésére alakult meg 1985-ben, míg az alapító zenekarvezető és karnagy Katona János alezredes volt.  A Magyar Légierő Zenekar „Veszprémi Helyőrségi Zenekar” néven alakult 1985-ben, az Első Honi Légvédelmi Hadtest kötelékében. 1991-től a MH Légvédelmi Parancsnokságához, 1995-től a MH 2. Repülő és Légvédelmi Hadtestéhez, 1997-től pedig a Légierő Vezérkarához csatolták. Ezt követően kapta meg a ma is használatos Légierő Zenekari elnevezést. 2000- től a Légierő Parancsnokság, 2007-től pedig a Légtérellenőrző Ezred állományába integrálták őket.  A honvédségi együttes létrejöttétől a rendszerváltásig a hagyományos katonadalok mellett az amerikai big band tradíciókat követte, az egyházzenei dalokkal csak 1988-at követően foglalkozhattak.

## A zenekar missziója

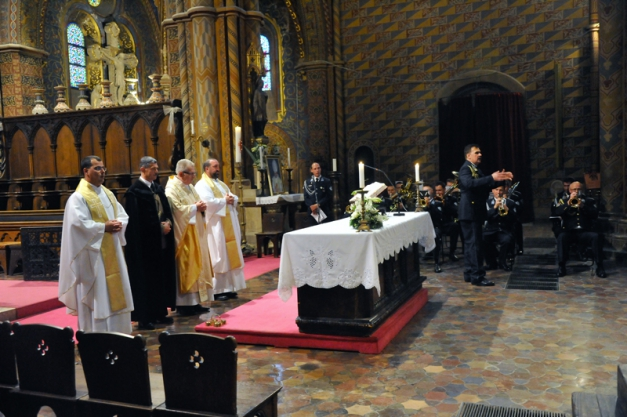

A Magyar Légierő Zenekar szellemiségét nagyban meghatározta az 1945-ig működő Magyar Királyi Honvéd Légierők zenekarainak szakmai múltja és tevékenysége. Katona János a zenekar missziós szolgálatként a miséken, istentiszteleteken, katonai és nemzeti ünnepeken való részvételt jelöli meg. Ő maga sokat tett az elfeledett katonai és egyházi dalok valamint a fegyvernemi indulók felkutatásáért és megszólaltatásáért. Ezek dokumentációjaként a zenekar két cd-t is megjelentetett” Fegyvernemi dalok” címmel (2008,2013), 2013-ban pedig a veszprémi Szent Mihály Bazilikában, a tihanyi apátságban, a jáki templomban és a pannonhalmi Bencés Főapátságban rögzített egyház zenei DVD-t adott ki. 2016-ban „Katonadalok az első világháborúból” címmel újabb lemezt mutattak be.
Az együttes az egyházi és katonazenei kultúra ápolása mellett már a megalakulásától kezdve az amerikai big band zenével is szórakoztatja közönségét. Többek között ennek is köszönheti szoros kapcsolatát az Egyesült Államok magyarországi nagykövetségével. A rendszerváltás idején, 1989-ben a zenekarnak alkalma nyílt egy közös koncertre Glenn Miller Air Force Big Bandjével Budapesten, majd elismerésükre szolgált, hogy ezt követően a veszprémi zenekar szolgáltatja a zenét a követség legnagyobb rendezvényein és fogadásain.
Hazai sikereiket is bizonyítja, hogy együtt játszottak a szakirodalomban is illusztris helyet kapó Benkó Dixieland Banddel, illetve a sorkatonaság működése alatt gyakran kezdtek a zenekarban a Liszt Ferenc Zeneakadémián végzett diákok. Az ennek is köszönhető ismertséget követően olyan zenészek is megmutatkoztak a zenekarban, mint Jávori Vilmos, Pege Aladár, Berki Tamás vagy Fekete-Kovács Kornél. 2008-ban „Magyar slágerek Big-Band stílusban” címmel népszerű könnyűzenei albumot adtak ki Kapócs Zsóka és Abaházi Csaba közreműködésével, ami a zenekar sokszínűségét is jól jelzi.

## Koncertjeik

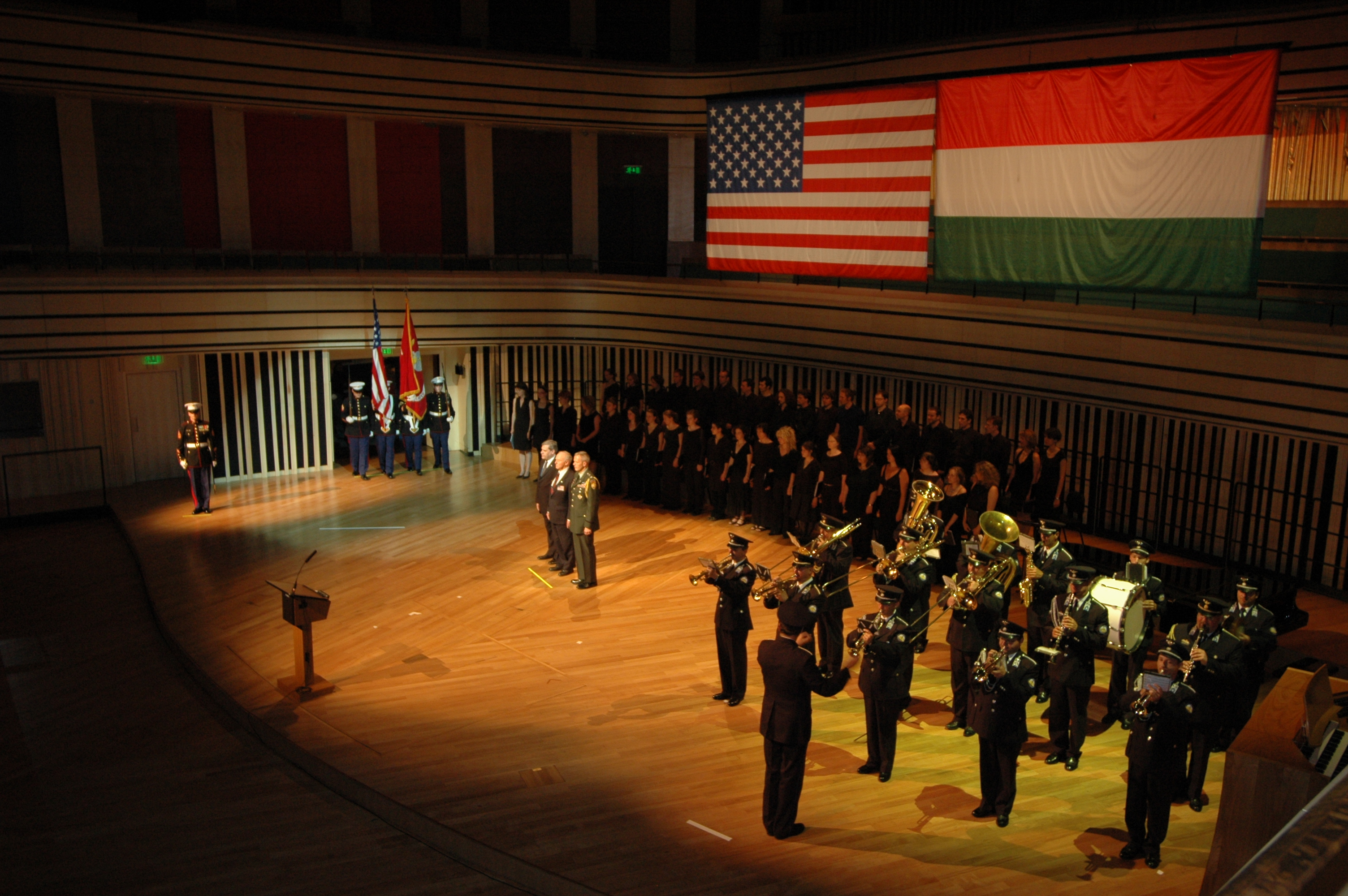

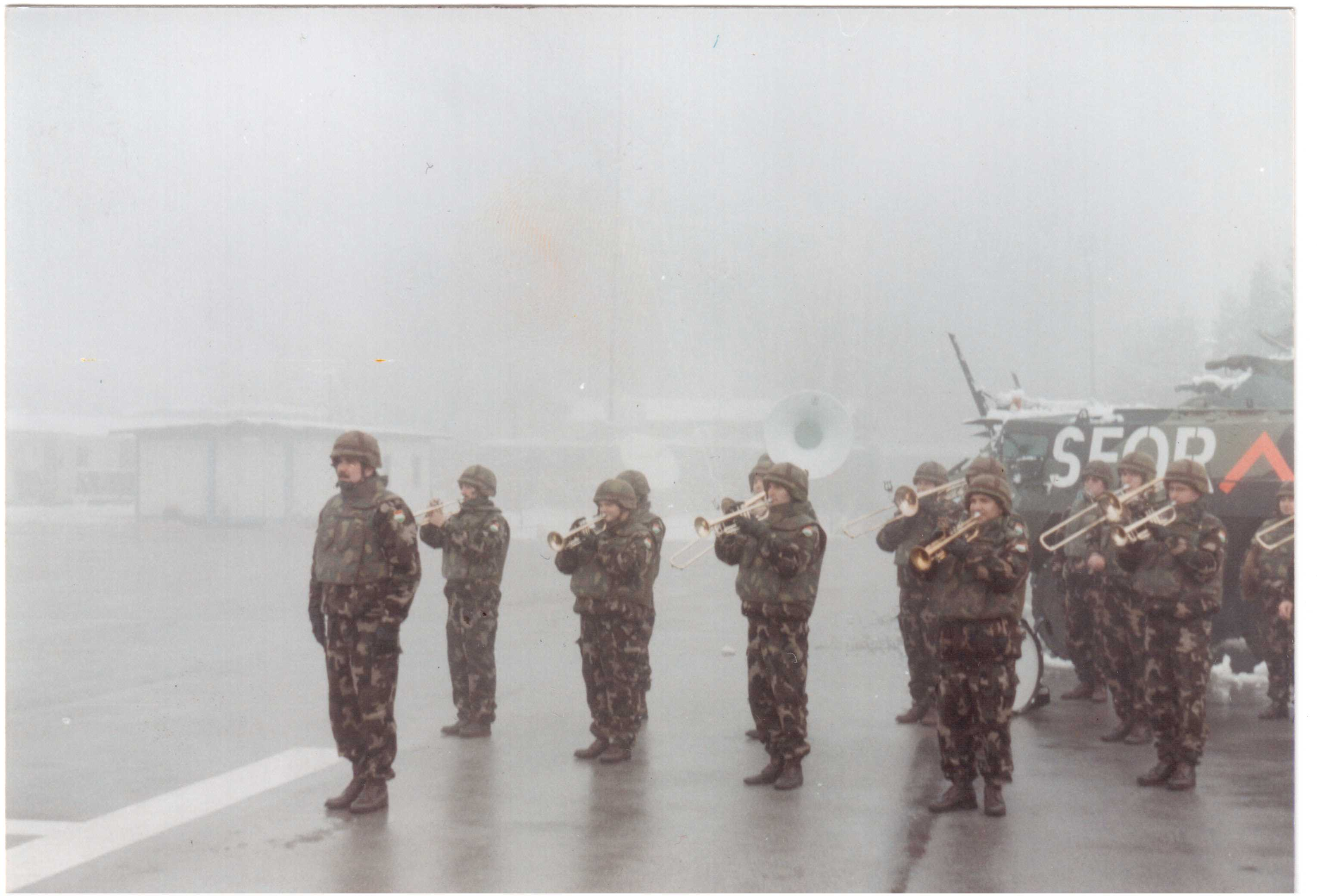

Kezdetben főleg helyi kirendeléseket teljesítettek, azonban az évek során már a nemzetközi porondon is helyet kaptak. Az amerikai követségihez hasonló szolgálatokat vállalnak a Finn, Olasz, Francia és Spanyol nagykövetségeken. 1996-tól protokolláris feladatokat is teljesítettek a NATO felkérésére Amerikai, illetve Északi támaszpontokon, valamint a NATO medálparádék, nemzeti ünnepek és parancsnokváltások alkalmával. Ennek köszönhetően zenéltek már Tuzla, Sarajevo, Doboj, Modrica, Teslic, Pristina, IFOR, SFOR és KFOR bázisain.
2006-ban, 2010-ben, 2012-ben, 2013-ban és 2014-ben is részt vett a Magyar Légierő Zenekar a Lourdes-i katonai zarándoklaton, valamint 2013-ban és 2014-ben a Rákóczi emlék koncerteken léptek fel Törökországban. Ugyanabban az évben zenéltek Olaszországban a Doberdo Háborús megemlékezésen, 2000-ben pedig eleget tettek az Algír kormányzó meghívásának. A Magyar Légierő Zenekar kiemelt résztvevője volt a Magyarország csatlakozásának 10. évfordulójára szervezett ünnepségnek Brüsszelben.

## A Magyar Légierő Zenekar elismerései
A Magyar Légierő Zenekar 2006-ban megkapta Veszprém városának Pro Urbe díját,2007-ben pedig Veszprém megye érdemrendjét. 2011-ben Príma díjat ítéltek nekik. A ma működő 9 magyar katonazenekar közül egyedülállóak az instrumentális zene melletti vokális műfajok gyakorlásában is.  Népszerűségüket pedig jól jelzi, hogy évi több mint 200 fellépésnek tesznek eleget.